# (305543) 2008 QY40
(305543) 2008 QY40, também escrito como (305543) 2008 QY40, é um corpo menor que está localizado no disco disperso, uma região do Sistema Solar. Este objeto está em uma ressonância orbital de 1:3 com o planeta Netuno. Ele possui uma magnitude absoluta de 5,2 e tem um diâmetro estimado de cerca de 401 km. O astrônomo Mike Brown lista este corpo celeste em sua página na internet como um candidato a possível planeta anão.

## Descoberta
(305543) 2008 QY40 foi descoberto no dia 25 de agosto de 2008 pelos astrônomos M. E. Schwamb, M. E. Brown e D. Rabinowitz.

## Órbita
A órbita de (305543) 2008 QY40 tem uma excentricidade de 0,403 e possui um semieixo maior de 61,651 UA. O seu periélio leva o mesmo a uma distância de 36,810 UA em relação ao Sol e seu afélio a 86,491 UA.